# 교향곡 4번 (시벨리우스)
교향곡 4번 가단조 Op. 63은 장 시벨리우스가 작곡한 7개의 완성된 교향곡 중 하나이다. 1910년에서 1911년 사이에 작곡된 이 곡은 1911년 4월 3일 시벨리우스가 지휘하는 필하모니아 소사이어티에 의해 핀란드 헬싱키에서 초연되었다.
2개의 플루트, 2개의 오보에, 2개의 클라리넷 (B ♭과 A), 2개의 바순, 4개의 호른 (F와 E), 2개의 트럼펫 (F와 E), 3개의 트롬본, 팀파니, 글로켄슈필 및 현으로 구성되었다.

작품은 4개의 악장으로 구성되어 있다.
1. Tempo molto moderato, quasi adagio (in A minor / ambiguous key)
2. Allegro molto vivace (in F major / ambiguous key)
3. Il tempo largo (in ambiguous key / C♯ minor)
4. Allegro (in A major / ambiguous key, ending in A minor)

이 작품을 위해 시벨리우스는 2악장과 3악장의 전통적인 고전적 입장을 바꾸어 느린 악장을 3악장으로 배치했다. 그는 또한 전통적인 빠른 오프닝 악장 대신 느린 악장으로 작품을 시작한다(많은 바로크 오케스트라 작품과 같은 순서). 일반적인 공연은 35분에서 40분 동안 지속된다.